# شهرزوری
شَهْرَزوری نام انتساب به شهرزور بوده است. در شهرت افراد زیر نمایان است (اما دقیقاً زاده شهرزور نبوده‌اند):
- شمس‌الدین شهرزوری، فیلسوف سدهٔ هفتم هجری.
- شهاب‌الدین یحیی سهروردی
- ضیاءالدین شهرزوری
- عثمان شهرزوری
- کمال‌الدین شهرزوری
- محیی‌الدین شهرزوری
- مرتضی شهرزوری
- مولانا خالد شهرزوری